# Cyanea longiflora
Cyanea longiflora är en klockväxtart som först beskrevs av Heinrich Wawra, och fick sitt nu gällande namn av Lammers, Givnish och Kenneth J. Sytsma. Cyanea longiflora ingår i släktet Cyanea, och familjen klockväxter. Inga underarter finns listade i Catalogue of Life.